# Sasa tsukubensis
Sasa tsukubensis är en gräsart som beskrevs av Takenoshin Nakai. Sasa tsukubensis ingår i släktet sasabambu, och familjen gräs. Inga underarter finns listade i Catalogue of Life.